# 三田村雅子
三田村 雅子（みたむら まさこ、1948年11月6日 - ）は、日本の国文学者。専攻は中古文学、特に『源氏物語』と『枕草子』。フェリス女学院大学名誉教授。義父の三谷栄一、夫の三谷邦明はいずれも中古文学研究者。

## 人物・来歴
1948年、東京都生まれ。1964年、お茶の水女子大学附属中学校卒業。1967年、お茶の水女子大学附属高等学校卒業。1971年、早稲田大学第一文学部国文科卒業。1979年、早稲田大学大学院文学研究科博士課程単位取得修了、同大学助手。1981年、東横学園女子短期大学専任講師、1983年、フェリス女学院大学文学部助教授、1989年、教授。2005年、フェリス女学院大学付属図書館長。2009年、フェリス女学院大学を退職し、上智大学文学部教授に着任。同時に、フェリス女学院大学名誉教授。2014年、上智大学を定年退職。
1987年、日本古典文学会賞と窪田空穂賞を受賞。2009年、『記憶の中の源氏物語』で蓮如賞を受賞。
日本文学協会委員長、中古文学会常任委員を務めるほか、物語研究会の創立初期からのメンバーでもある。河添房江らと『源氏研究』の責任編集を担当。
NHK教育テレビの「NHK高校講座 古典への招待」で、1983年から1995年にわたって講師をつとめ、主に源氏物語や枕草子の回を担当した。
2025年1月、歌会始「召人」となる。

## 著書

### 単著
- 『枕草子 表現の論理』有精堂出版 1995
- 『源氏物語 感覚の論理』有精堂出版 1996
- 『源氏物語 物語空間を読む』ちくま新書 1997
- 『草木のなびき、心の揺らぎ 源氏物語絵巻を読み直す』フェリス・ブック 2006
- 『源氏物語　天皇になれなかった皇子の物語』新潮社・とんぼの本 2008
- 『記憶の中の源氏物語』新潮社　2008
- 『100分de名著　源氏物語』NHK出版 2012

### 共著・編著
- 『枕草子 日本文学研究資料新集』編 有精堂出版 1994
- 『源氏物語絵巻の謎を読み解く』三谷邦明共著 角川選書 1998
- 『源氏物語いま語り』河添房江,松井健児共編 翰林書房 2001
- 『源氏物語を読み解く』秋山虔 小学館 2003
- 『描かれた源氏物語』河添房江共編 翰林書房 2006
- 『薫りの源氏物語』河添房江共編 翰林書房 2008
- 『夢と物の怪の源氏物語』河添房江共編  翰林書房 2010
- 『源氏物語のことばと身体』編 青簡舎 2010

## 論文
- Cinii

### 参考
- 「略歴・主要業績目録」『源氏物語のことばと身体』 青簡舎 2010